# Lahden Autokori
Lahden Autokori var en finländsk busskarossbyggare i Nastola och Lahtis.
Lahden Autokori grundades 1945 och byggde i början bussar, lastbilshytter och butiksbilar.
Modeller från Lahden Autokori var bland andra turistbussen Eagle och stadsbussen med låggolv Lahti Scala, som konstruerades i samarbete med Scania. Från 2007 producerades den tillsammans med Scania utvecklade expressbussen OmniExpress. Lahden Autokori hade två fabriker. Den äldre karossfabriken låg i Villähde i Nastola och lades ned 2013. Den nyare, som låg i Lahtis, invigdes 2007. 
Företaget hade från 2000-talet ett nära samarbete med Scania och tillverkade exklusivt dess bussar. Det gick i konkurs 2014 i samband med att Scania övergick till att flytta busstillverkningen till sin egen fabrik Słupsk i Polen. Lahden Autokori  hade före konkursen omkring 200 anställda. 

## Senare tillverkning i Lahden Autokoris lokaler
Scania bildade 2014 dotterbolaget SOE Busproduction Finland Oy som omstartade företaget som karossbyggare för företagets bussar av typ Scania Omniexpress. Produktionen utökades väsentligt.
Scania meddelade i september 2020 att tillverkningen skulle flyttas till Scanias europeiska huvudanläggning för karossering i Polen.

## Bildgalleri

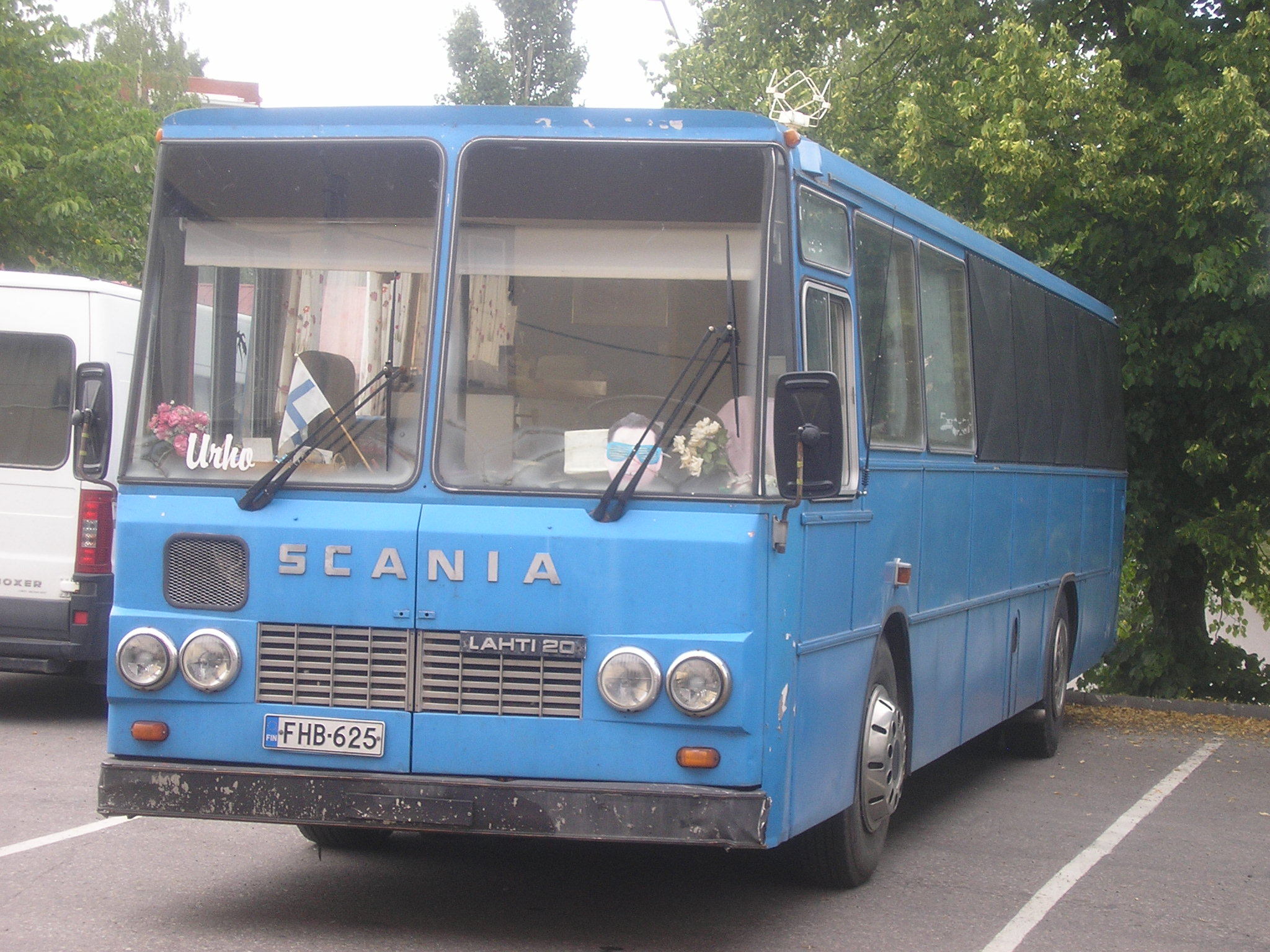
Lahti 20-buss
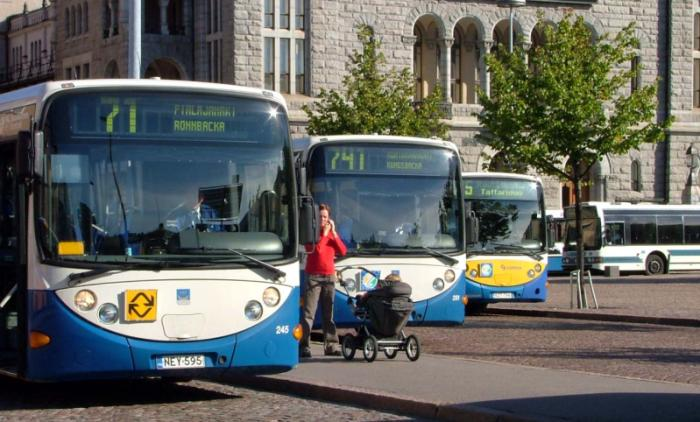
Lahti Scala-bussar på Scania L94UB-chassi framför Finlands nationalteater i Helsingfors, 2004
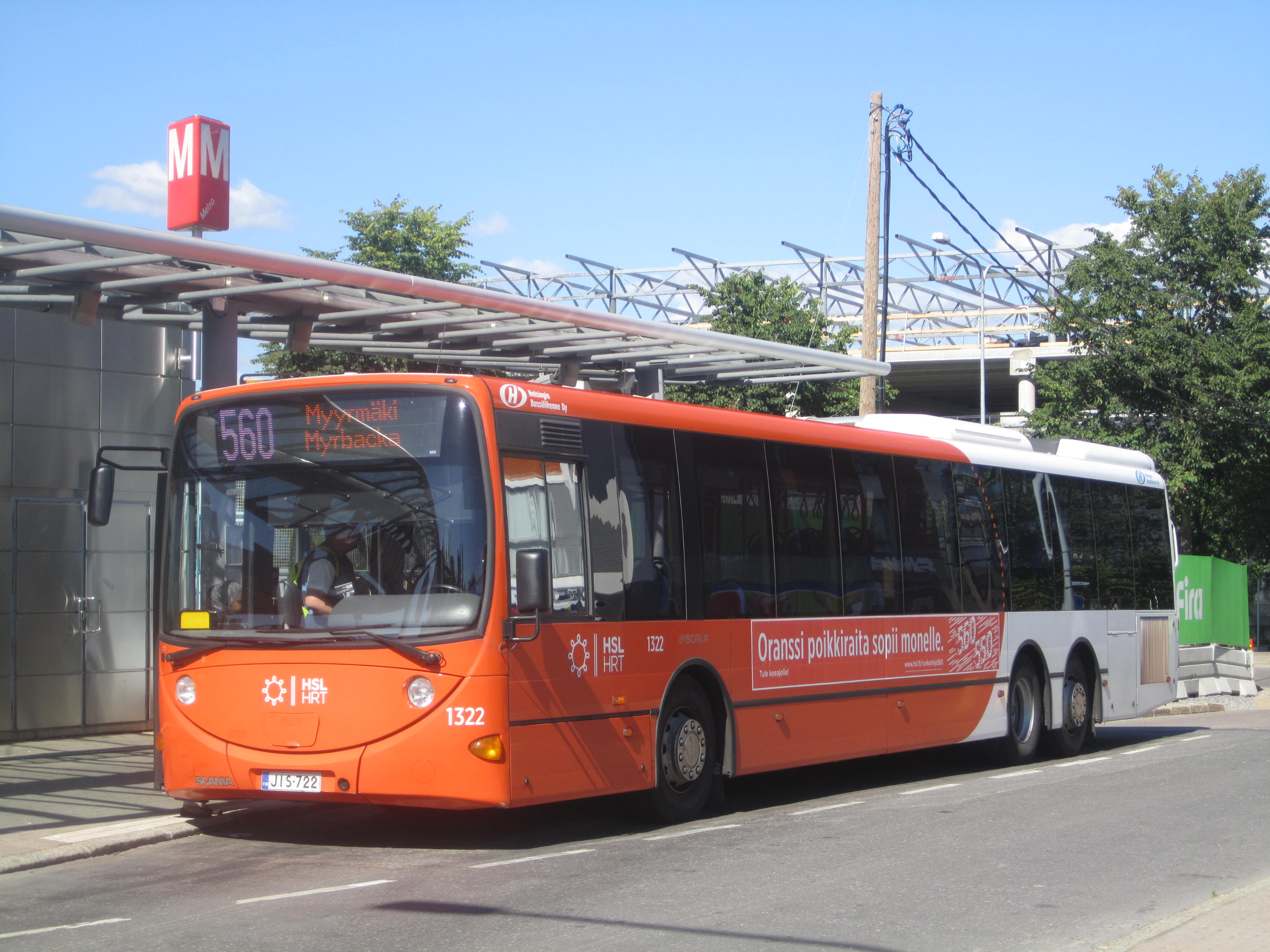
Lahti Scala-buss vid Rastböle metrostation på tvärlinje 560 i Helsingfors, 2015
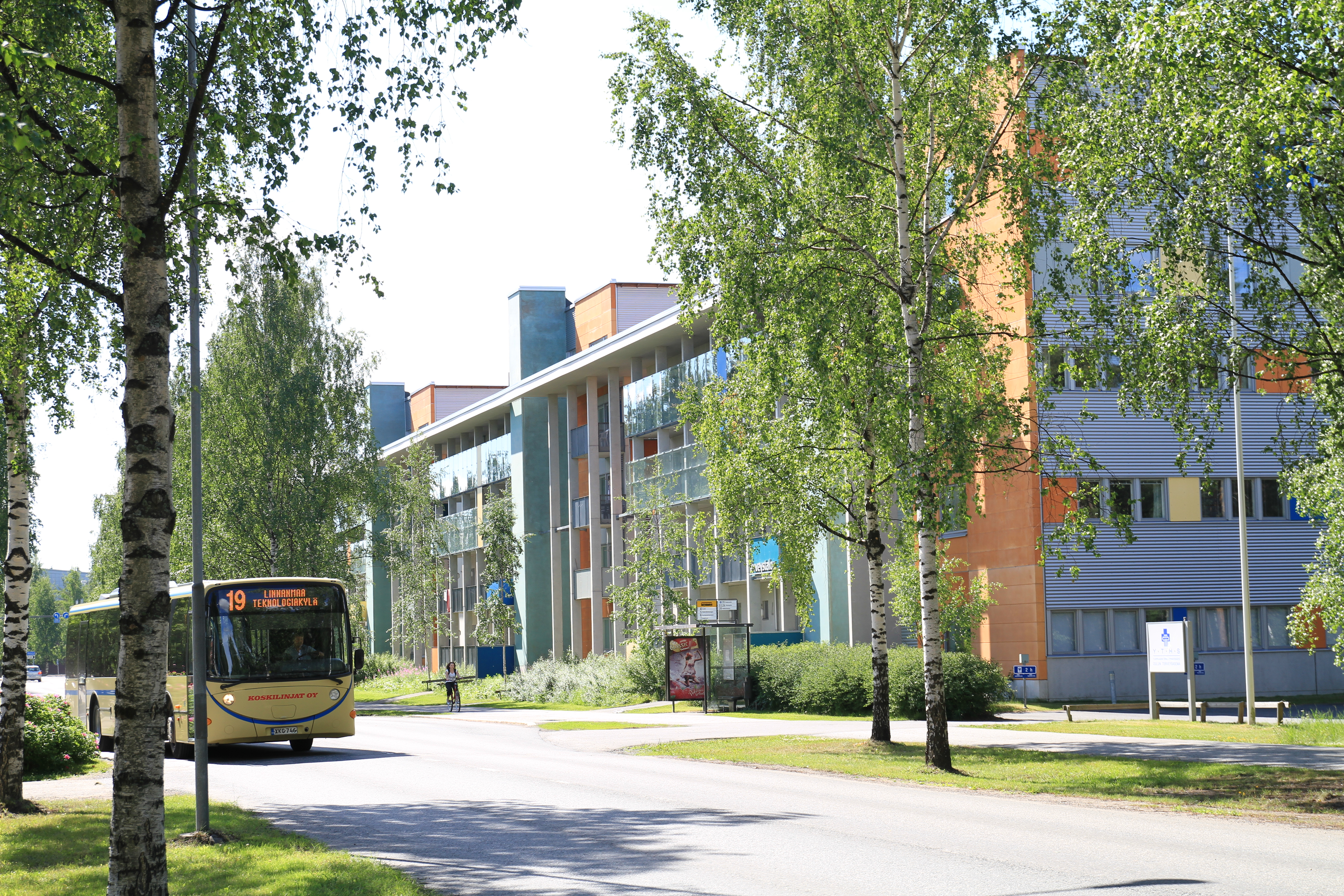
Buss vid Uleåborgs universitet i Linnanmaa i Uleåborg
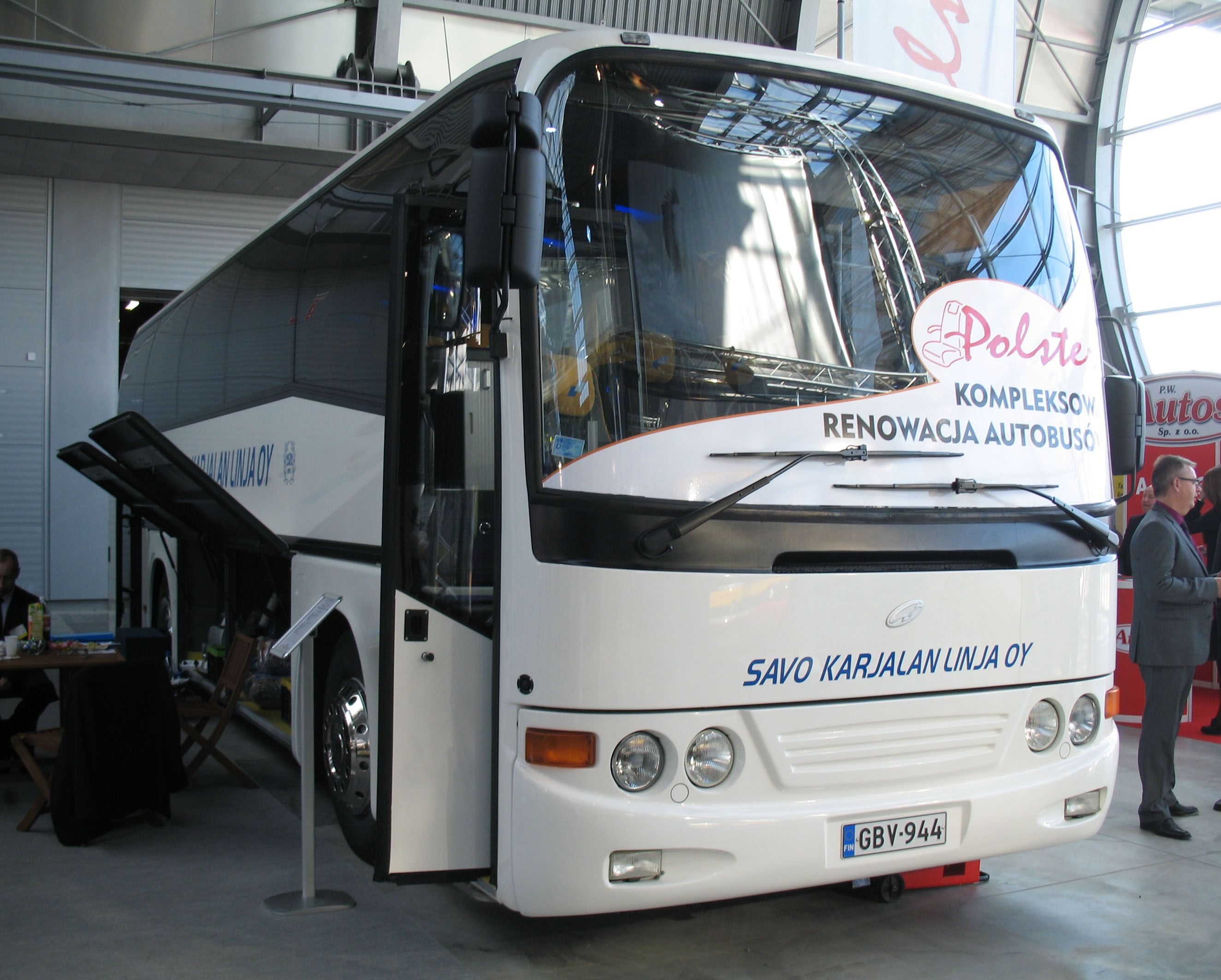
Lahti Falcon 540 på Scania K93-chassi, 2010
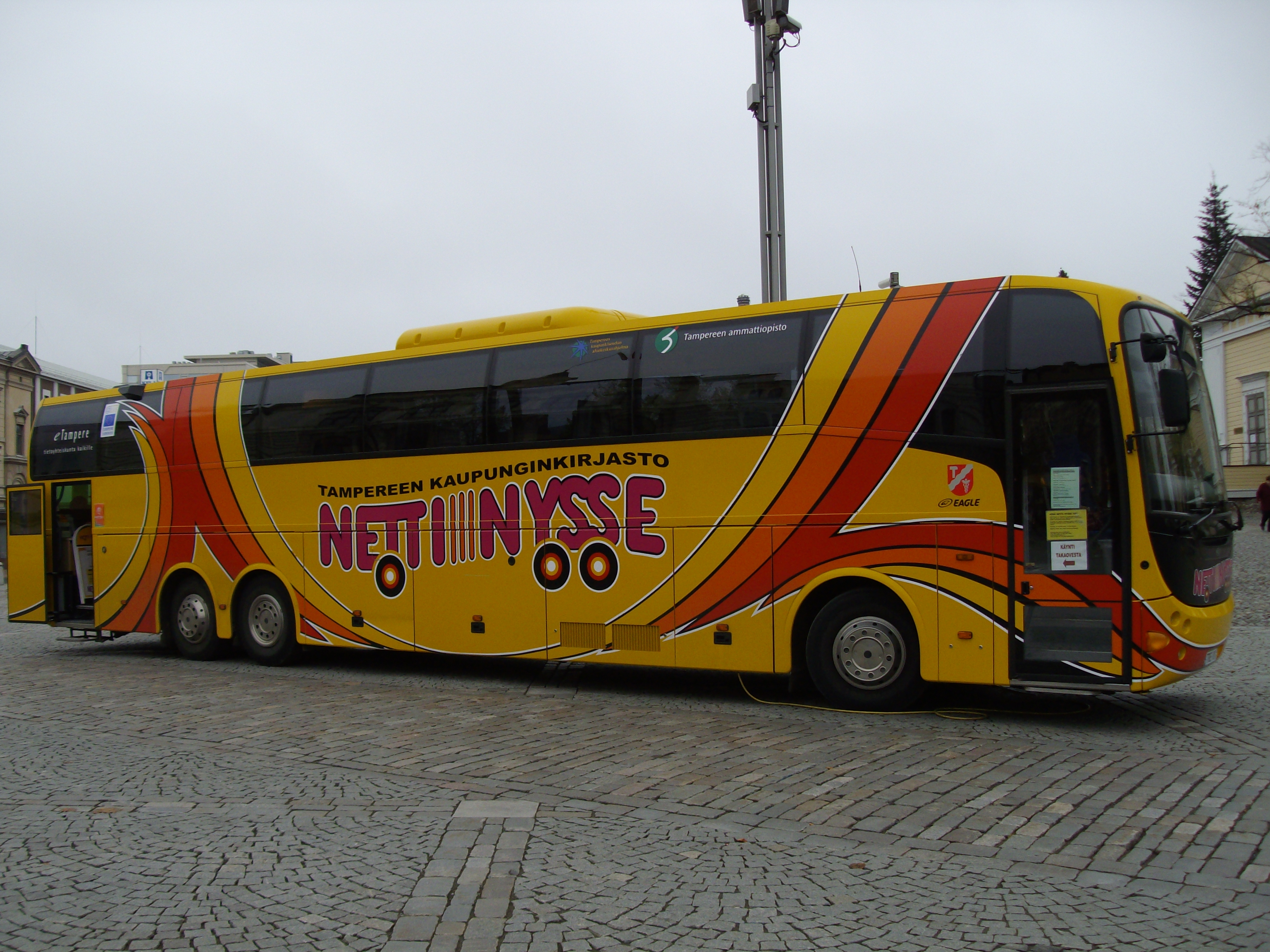
Lahti Eagle-bussen "Netti-Nysse", inredd som lektionssal för internetutbildning i Tammerfors, 2007
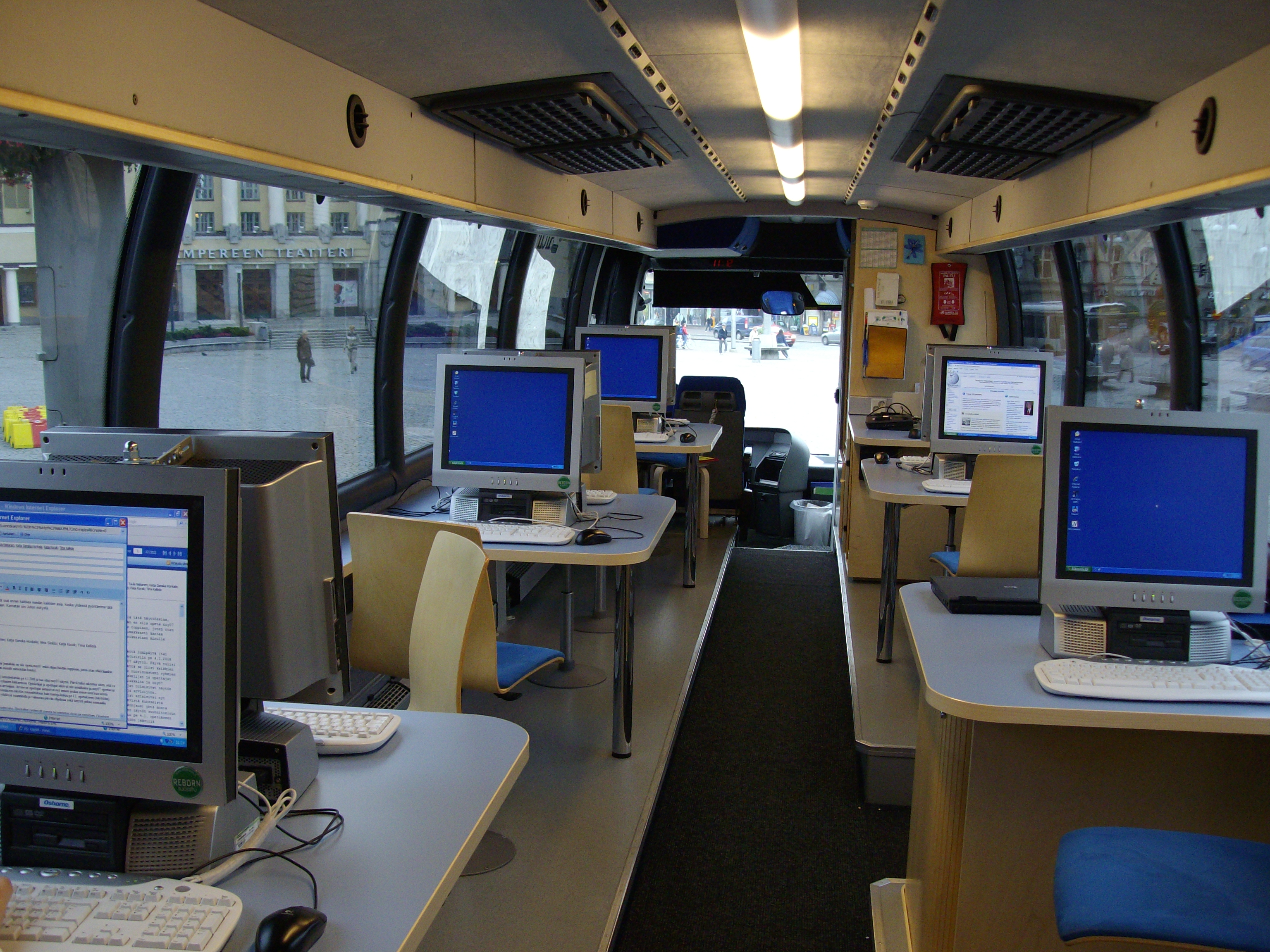
Interiör i "Netti-Nysse", en internetuppkopplad buss för vuxenutbildning, 2007